# دماغ به سبک ایرانی
دماغ به سبک ایرانی فیلمی مستند به کارگردانی و تهیه کنندگی مهرداد اسکویی محصول ۱۳۸۵ است. این فیلم در بازار بین‌المللی جشنواره کن در سال ۲۰۰۶ از سوی امور بین‌الملل بنیاد سینما فارابی به زبان انگلیسی ترجمه شده‌است. کاندیدای بهترین فیلم مستند بخش Doc u Award از هجدهمین جشنواره فیلم مستند آمستردام، ۲۰۰۵ همچنین این فیلم در جشنواره‌های متعددی چون هفدهمین جشن سالانه سینمای ایران، دانشگاه (UCLA)، لوس آنجلس، آمریکا، ۲۰۰۷ جشنوارهٔ مستندفیلم آمستردام، ۲۰۰۵ جشنوارهٔ فیلم «سیراکیوز» (Syracuse)، آمریکا، جشنواره بین‌المللی «مرزها»، ایتالیا، ۲۰۰۶ شرکت کرده‌است.

## خلاصهٔ فیلم
دماغ به سبک ایرانی به پدیده‌ای اجتماعی می‌پردازد که از حدود چند دهه پیش در ایران بسیار رایج شد.
در این فیلم افراد و گروه‌های مختلفِ درگیر پدیده جراحی بینی حضور دارند و از دلایل خود برای موافقت یا مخالفت با جراحی دماغ صحبت می‌کنند.

## جشنواره‌ها
- کاندیدای جایزه بخش نوجوانان (Doc u Award)، از هجدهمین جشنواره فیلم مستند آمستردام، ۲۰۰۵[۳]
- جشنوارهٔ مستندفیلم آمستردام، ۲۰۰۵[۵]
- هفدهمین جشن سالانه سینمای ایران، دانشگاه (UCLA)، لوس آنجلس، آمریکا، ۲۰۰۷[۴]
- جشنواره هنر معاصر ایران، شارجه، امارات، ۲۰۰۷[۸]
- جشنوارهٔ بین‌المللی فیلم مستند (Fiato)، ایتالیا، ۲۰۰۸
- جشنوارهٔ فیلم سیراکیوز (yracuseS)، سیراکیوز، آمریکا، ۲۰۰۷[۹]
- جشنوارهٔ بین‌المللی فیلم الجزیزه، قطر، ۲۰۰۷
- جشنوارهٔ «داک پلنت»، ورشو، لهستان، ۲۰۰۹[۱۰]
- جشنوارهٔ بین‌المللی مستند کنتاکت، ورشو، اکراین، ۲۰۰۶[۱۱]
- جشنوارهٔ بین‌المللی (سلامD.K)، دانمارک، ۲۰۰۶
- جشنواره بین‌المللی «مرزها»، ایتالیا، ۲۰۰۶[۷]
- جشنوارهٔ بین‌المللی (EBS)، کره جنوبی، ۲۰۰۶
- نهمین دوره از جشنواره بین‌المللی فیلم «جاکارتا»، اندونزی، ۲۰۰۶[۱۲]
- جشنواره بین‌المللی فیلم «ریو دو ژانیرو»، بریزیل، ۲۰۰۶[۱۳]
- جشنواره فیلم تک، رم، ایتالیا، ۲۰۰۶[۱۴]
- جشنوارهٔ بین‌المللی فیلم‌های ایرانی هرتیاژ، لندن، انگلستان، ۲۰۰۶
- جشنوارهٔ بین‌المللی فیلم‌هایی از جنوب، اسلو، نروژ، ۲۰۰۶
- جشنوارهٔ بین‌المللی فیلم بوستون، آمریکا، ۲۰۰۶
- اولین جشنوارهٔ بین‌المللی فیلم‌های ایرانی، هلند، اوترخت، ۲۰۰۶
- جشنوارهٔ بین‌المللی فیلم مستند ۱۰۰۱، ترکیه، ۲۰۰۴
- پنجمین جشنواره بین‌المللی فیلم مستند DOCUFEST، کوزوو، ۲۰۰۶

## نقد و نظر
نقد از فاطمه سیار پور
«دماغ به سبک ایرانی» مستندی است که تنها به «بیان مسئله» جراحی زیبایی بینی اکتفا نکرده و دوربین به مثابه «قلم یک پژوهشگر اجتماعی» به کنکاش پرداخته و برای همین منظور به شخصیت‌های فردی و حقوقی فراوانی سر زده است، زیرا به دنبال «کشف روابط علّی فراگیری جراحی زیبایی بینی در جامعهٔ ایران» است. از این رو دانش آموزان دختر دبیرستانی، مجسمه‌ساز، جراحان زیبایی، شرکت واردکننده لوازم پزشکی، داروخانه، بازیگران، هنرجویان بازیگری، بیماران جراحی شده، طلبه‌های حوزه علمیه قم و غیره مواردی هستند که دوربین با آن‌ها موجه می‌شود و به طرح «پرسش» از آن‌ها در قالب «مصاحبه‌های باز و نیمه ساخت یافته» می‌پردازد. به همین دلیل در این مستند با نما و صحنه‌های مختلف و گوناگونی روبرو می‌شویم که ممکن است در یک نگاه پرش صحنه هم به حساب بیاید. اما به نظر می‌رسد مستندساز این بار خود را در آغوش شبکه‌ای درهم تنیده از روابط پیچیده علت و معلولی رها می‌کند و خویش را به آن‌ها می‌سپارد تا علاوه بر بیان مسئله علت‌ها را از مردمی جویا شود که یا خود را به تیغ جراحی سپرده‌اند یا اینکه دوست دارند به زودی جراحی شوند یا این کار را اساساً اشتباه می‌دانند، اما به هر حال با این پدیده غریبه نیستند و نسبت به آن واکنش نیز نشان می‌دهند. به همین علت پیش‌بینی جنس و نوع صحنهٔ بعدی دشوار است، زیرا در موارد بسیاری مثلاً به نمایش سکانس‌هایی از حضور رزمندگان در جنگ تحمیلی عراق علیه ایران نیز دست می‌زند و در میان آن همه موضوعی که می‌تواند از جبهه طرح کند به عاطفی‌ترین صحنه‌ها یعنی لحظات شهادت و تیرخوردن و جان سپاری رزمندگان می‌پردازد. از این لحاظ می‌توان مستند دماغ به سبک ایرانی را «یک پژوهش با روش میدانی در حوزهٔ مسائل اجتماعی – فرهنگی» محسوب کرد با این تفاوت که الزاماً «نتیجه‌گیری» به بیننده محول می‌شود و اوست که از میان این همه دلیل انتخاب می‌کند، می‌پذیرد یا رد می‌کند. به بیان دیگر می‌توان گفت که پژوهش با روش مصاحبه با پرسش‌های باز و نیمه‌ساخت‌یافته با مصاحبه‌شوندگان به شکل فردی، انجام شده‌است، بنابراین در ادبیات علوم اجتماعی پژوهشی خردنگر محسوب شده و از تعمیم دلایل به سطح کلان ناتوان است.
نقد از ناصر فکوهی
فیلمساز به گروهی از دختران یک مدرسه اعلام می‌کند که «ایران مقام اول در جراحی بینی» را دارد، همه آن‌ها با شادی فریاد می‌کشند و احساس غرور خود را به این گونه به بیان درمی‌آورند. این فریاد شادی، بروز احساسی درونی نیز هست: نفرین بر دماغ‌هایی که بر چهره آنها، به گمان خودشان و به گمان جامعه، سبب حذف اجتماعی شان شده‌است. دماغ‌هایی که شبیه به دماغ‌های مجلات خارجی مطب دکتر که باید از روی آن‌ها انتخاب کرد (باز هم در صحنه‌ای از فیلم) نیستند، دماغ‌هایی که در مرکز چهره (مرکز جهان، مرکز هستی اسطوره‌ای در سطح فردی یا سوژه)، یعنی مرکز اندامی قرار گرفته‌اند که بر خلاف مغز و قلب و شش‌ها، نه ضامنی برای بقای زیستی انسان، بلکه ضامنی برای تداوم اجتماعی اوست. مرکزیت دماغ، مرکزیت نفرینی را که در عدم انطباق آن با الگوی مرجع نیز وجود دارد، نشان می‌دهد: نفرینی تاریخی که به نفرینی طبیعی تبدیل شده‌است: دماغ‌هایی لعنتی.